# Ilia Tchoubrikov
Ilia Tchoubrikov (ou Chubrikov, Ilja Czubrikov en bulgare, Ilia Czubrikow en polonais), né le 8 janvier 1935 et mort le 5 décembre 2020, est un pilote de rallyes bulgare.

## Biographie
Ilia Tchoubrikov début la compétition automobile en 1967 et se consacre aux rallyes jusqu'en 1986.
Il est le premier bulgare à remporter son propre rallye national (à sa seconde édition), avec son frère Kolio en 1971.
En fin de carrière, il participe au championnat européen de courses de côte (de la montagne) de 1987 à 1990.

## Palmarès

### Titres
- Champion de Bulgarie des rallyes: 1968 (sur Renault 8 Gordini 1300, avec Kolio Tchoubikov);
- Champion des rallyes des Pays de l’Est: 1973, avec Palikovic (Yougoslavie), et Toplobolski, sur Renault 12 Gordini;
- Vainqueur de la Coupe de la Paix et de l'Amitié (Peace & Friendship Cup): 1976 (sur Renault 17 Gordini, ex-æquo avec le polonais Krupa Błażej, même modèle);
- Vainqueur du Groupe B (ancien Gr.R4/5, au sein de la catégorie I) en Championnat d'Europe de la montagne: 1990 (sur Peugeot 205 Turbo 16); 
  - 2e du Groupe B en Championnat d'Europe de la montagne: 1988 et 1989 (sur Peugeot 205 Turbo 16);
  - 2e de la  Peace & Friendship Cup en 1975 (sur Renault 12 Gordini);
  - 3e de la  Peace & Friendship Cup en 1974 (sur Renault 12 Gordini);
  - 5e du championnat d’Europe des rallyes en 1983 (sur Renault 5 Turbo);
  - 6e de la  Peace & Friendship Cup en 1973 (sur Renault 12 Gordini)[2].

### 4 victoires en ERC
ERC = (European Rally Championship ou Championnat d'Europe des Rallyes)
- Rallye du Danube (Roumanie): 1976 (copilote Pencho Tzerowski (Pentzo Tzerovski), sur Renault 17 Gordini;
- Rallye du Danube (Roumanie): 1977 (copilote Pencho Tzerowski (Pentzo Tzerovski), sur Renault 5 Alpine;
- Rallye Günaydin (Turquie): 1983 (copilote Plamen Tchoubrikov, sur Renault 5 Turbo);
- Rallye Hebros (Bulgarie): 1983 (copilote Plamen Tchoubrikov, sur Renault 5 Turbo);

### Autres victoires et classements notables
- Rallye de Bulgarie: 1971 (copilote Kolio Tchoubrikov, sur Renault-Alpine A110 1600);
- Rallye "Russian Winter" : 1973 (sur Renault 12 Gordini);
- Rallye Stari Stolici (Bulgarie): 1972 et 1973 (sur Renault 12 Gordini);
- 1er Tour de la Méditerranée: 1978 (copilote Kaltcho Hinov, sur Lada 1300) [3];
- Rallye du Bosphore: 1978 (copilote "Kold" Tchoubrikov, sur Renault 5 Alpine);
- Rallye du Bosphore: 1981 (copilote Kaltcho Hinov, sur Renault 5 Alpine);
- Rallye du Bosphore: 1983 (copilote Palman Tchoubrikov, sur Renault 5 Alpine);
- Course de côte du Mont-Dore : 12 août 1990, sur Peugeot 205 Turbo 16 ;
  - 2e du rallye de Bulgarie en 1974 (copilote Kolio (Kolu) Tchoubrikov, sur Renault 12 Gordini);
  - 2e du Tour de la Méditerranée en 1979 (copilote Hinov, sur Lada 1600 Gr.2) (derrière Guy Fréquelin)[4];
  - 2e du rallye d'Hebros en 1985 (copilote Zhivko Dimitrov, sur Renault 5 Alpine - vainqueur Jan van der Marel) (en ERC);
  - 3e du rallye Matador Tatry en 1973 (copilote Kiro Kirov, sur Renault 12 Gordini);
  - 3e du rallye de Pologne en 1974 (copilote Atanas Taskow, sur Renault 12 Gordini);
  - 3e du rallye de Bulgarie en 1983 (copilote Plamen Chubrikov (Tchoubrikov), sur  Renault 5 Turbo);
  - 5e du rallye de Pologne en 1975 (copilote Kiro Kirov, sur Renault 12 Gordini);
  - 11e du rallye de Pologne en 1976 (copilote Pencho Tzerowski, sur Renault 17 Gordini);
  - 15e du rallye de Pologne en 1978 (copilote Kiro Kirov, sur Renault 5 Alpine);
  - 15e du rallye de Pologne en 1980 (copilote Hinov, sur Renault 5 Alpine) ;
  - Participation aux rallyes Monte-Carlo 1968, 1969 et 1971, sur Alpine A110 (avec Kolio Tchoubrikov).